# Melitta Wiedemann
Melitta Wiedemann (* 2. April 1900 in Sankt Petersburg; † 13. September 1980 in München) war eine deutsche Journalistin und Publizistin.

## Leben

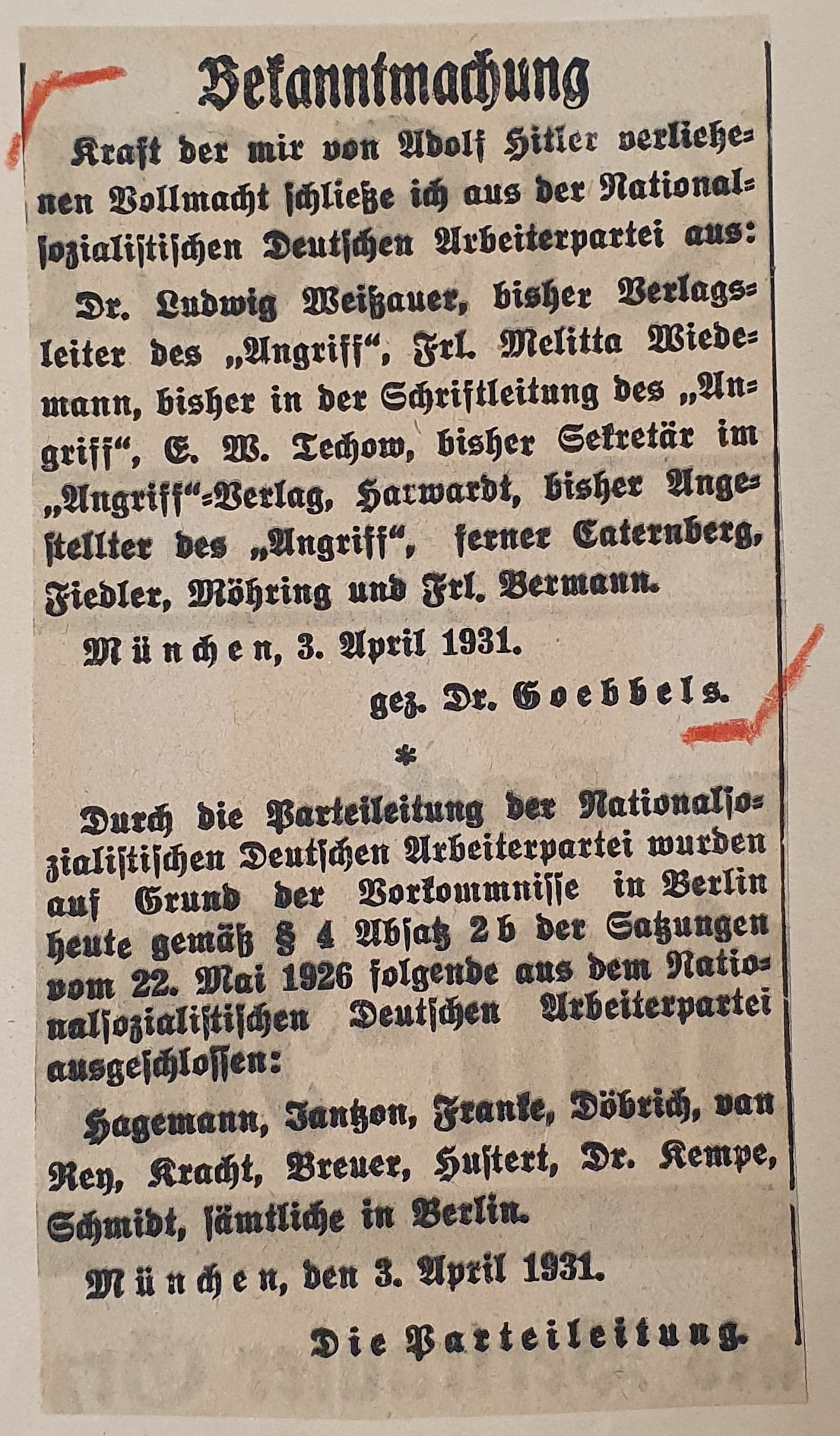
Bekanntgabe des Ausschlusses von Wiedemann und anderen Angehörigen der Angriffs-Redaktion aus der NSDAP im April 1931 durch Joseph Goebbels, veröffentlicht im Völkischen Beobachter vom 5./6./7. April 1931 (Karwochenendsausgabe).

Wiedemann wurde als Tochter deutscher Eltern in Sankt Petersburg geboren. Ihr Vater war Jurist und Direktor der Russischen Staatsbank im Auslandsbereich Persien sowie habilitierter Orientalist. Sie wuchs in Petersburg und später in Teheran auf. In der Klosterschule der Heiligen Nina in Baku wurde ihr eine humanistische Erziehung zuteil, wo sie 1917 das Abitur absolvierte.
1921/22 flüchtete sie nach Berlin und begann ein Studium der Volkswirtschaft. Sie arbeitete als Schriftleiterin bei verschiedenen Zeitschriften und veröffentlichte einige Bücher zu Frauen- und Jugendfragen.
Um 1928 trat Wiedemann in die Redaktion der nationalsozialistischen Zeitung Der Angriff ein, für die sie bis Anfang 1931 tätig war, zunächst als Sekretärin, ab 1929 als Redakteurin. 1930 wurde sie Mitglied der NSDAP. Bis zu ihrer Entfernung aus der Redaktion des Angriffs im Gefolge des Stennes-Revolte von 1931 arbeitete Wiedemann in Pressefragen eng mit Joseph Goebbels als dem Herausgeber der Zeitung zusammen. Während ihrer Zusammenarbeit erkannte Goebbels zwar das handwerkliche Können von Wiedemann an, die er ironisch als „das einzige Mannsbild“ in der Redaktion des Angriffs beschrieb, revidierte später aber seine positive Einschätzung zu ihr. Er wurde ihr gegenüber zunehmend misstrauisch, weil sie zu Stennes zu halten schien. Im März 1931 schrieb Goebbels in sein Tagebuch, Wiedemann sei „der böse Geist“ der Redaktion und hielt fest: „Eine Frau wird Macht immer missbrauchen.“
Nach eigenen Angaben hat Wiedemann 1931 für drei Tage Adolf Hitler bei sich beherbergt, als dieser von der SA bedroht wurde und sei Anfang des gleichen Jahres aus der Partei ausgetreten Laut anderen Quellen wurde Wiedemann im Zuge der Stennes-Revolte aus der Partei ausgeschlossen, obwohl sie nicht darin involviert und zum Zeitpunkt sich außerhalb Deutschlands befand. Der Ausschluss aus der NSDAP erfolgte „wegen Kampfes gegen den Parteiführer“.

### NS-Zeit
Von Juni 1935 bis Mai 1936 war Wiedemann Schriftleiterin des Sonntagsblattes Zeitschrift Evangelium im Dritten Reich (EvDR), einem Organ der Deutschen Christen (DC), sowie ab 1935 Schriftleiterin der Wochenzeitung Positives Christentum, ein Kampf- und Führerblatt der DC-Reichsleitung.
Während des Zweiten Weltkriegs unterhielt Wiedemann enge Kontakte zu führenden SS-Funktionären, darunter auch Heinrich Himmler, Reinhard Heydrich. Außerdem arbeitete sie mit dem Reichsministerium für Volksaufklärung und Propaganda zusammen.
Von April 1936 bis August 1939 war Wiedemann Hauptschriftleiterin der von Eberhard Taubert gegründeten Zeitschrift Contra-Komintern , die sich als „Kampforgan der antibolschewistischen Weltbewegung“ verstand und Beiträge in Zusammenarbeit mit dem „Institut zur Erforschung der Judenfrage“ verfasste. Im August 1939 wurde die Zeitschrift in Die Aktion. Kampfblatt gegen Plutokratie und Volksverhetzung (zeitweise auch mit dem Untertitel Kampfblatt für das neue Europa), umbenannt. Von September 1939 bis 1944 war Wiedemann Hauptschriftleiterin und Herausgeberin der Zeitschrift, die vor allem durch ihren rabiaten Antisemitismus auffiel. Trotz der von ihr vertretenen rassistischen Anschauungen – so der Betonung des hohen Wertes des germanisch-deutschen Blutes – wandte Wiedemann sich während des Zweiten Weltkrieges gegen die Klassifizierung der Bewohner von Russland als „Untermenschen“, was sie in ihrer Korrespondenz mit Heinrich Himmler unter anderem mit dem Verweis auf den Mut und die Kampfkraft der Rotarmisten im Krieg zu belegen suchte. Stattdessen plädierte sie für den Aufbau der Wlassow-Armee und den Schulterschluss mit den Völkern der Sowjetunion gegen „den Bolschewismus“. Die Zeitschrift wurde vom „Nibelungen-Verlag“ Berlin herausgegeben, für den Wiedemann von 1937 bis April 1945 als Redakteurin und Lektorin arbeitete. Gleichzeitig war sie auch Schriftleiterin der Zeitschrift „Volkstum und Glaube“.
Hans Mommsen zufolge erfuhr der Ministerialdirektor in der Reichskanzlei (und spätere Teilnehmer der Wannseekonferenz) Wilhelm Kritzinger 1939 durch Wiedemann vom Massenmord an Juden in Polen, woraufhin er weitere Informationen über dieses Thema zu erfahren versuchte.
In einem Brief an Heinrich Himmler vom 26. Mai 1943 plädierte Wiedemann für eine grundsätzliche Änderung des Kurses der deutschen Politik gegenüber den Völkern der von Deutschland besetzten Ostgebiete: Anstatt diese systematisch zu unterdrücken und zu vernichten sollte das deutsche Reich sich in den besetzten Gebieten nach Kräften Verbündete suchen: Anstatt die deutschen Armeen im Kampf gegen potentiell als Verbündete gewinnbare Völker aufzureiben, sollte man diese Völker, so Wiedemann, nach dem Vorbild der britischen Kolonialpolitik für die eigene Sache vereinnahmen: Die Briten würden die Völker ihrer Kolonien nicht bekämpfen (und dabei eigene Verluste erleiden), sondern sie würden sie dazu manipulieren, für ihre Ziele zu kämpfen. Das Ergebnis sei, dass die Briten ihre eigenen Verluste in den von ihnen geführten Kriegen klein halten könnten, da es vor allem die Hilfsvölker und nicht die Briten selbst seien, „die ihre Blutopfer“ in diesen Kriegen tragen würden. Ebenso sollte es auch Deutschland halten. Denn, das für die Zeit nach dem Krieg gesteckte Ziel, im Osten zu siedeln und „Bauernboden für deutsches Blut zu schaffen“ würde durch die riesigen „Blutsverluste“ die das deutsche Volk im Kriege erleide, wenn man auf die bisherige Weise weiterverfahre, mit „absoluter Sicherheit“ unmöglich gemacht. Der von Wiedemann gegenüber Himmler entwickelte Alternativplan zu der damals von der Reichsführung verfolgten Kriegsstrategie sah vor, mit Hilfe der für die deutsche Sache gewonnenen Teile der Ostbevölkerung ein „politisch-verwaltungsmäßiger Grundbau“ geschaffen werden sollte, der „wie kein anderer die deutsche Führung“ sichern würde. Dieser Bau würde „natürlich zwangsläufig“ durch „das rassische und geistige Bewegungselement einer Führungsauslese, eben die SS“, dominiert werden. Eine „weitere Rassenmischung“ würde dabei durch die Herstellung „nationaler Kulturautonomien“ verhindert werden. Die unter deutscher Führung „national gegliederten Völkerschaften“ Europas würden anschließend „jene Auslese durchführen, die in Jahrzehnten und Jahrhunderten eine immer stärker werdende nordisch-germanisch-bestimmte Führungsschicht hervorbringen“ könne. Die deutsche Sprache müsse im Zuge der Organisierung dieser autonomen Völkerschaften selbstverständlich als Verständigungssprache aller dieser Völkerschaften etabliert werden, um die rassische Auslese zu einer wirklichen Einheit zusammenzuschließen.
Bei der SS-Führung erregte Wiedemann mit ihren Versuchen, dieser ihre politischen Visionen nahe zu bringen, Unwillen: Der SS-Hauptsturmführer August Meine vom persönlichen Stab Heinrich Himmlers stufte Wiedemann aufgrund ihrer Versuche zur Einflussnahme auf die politische Führung als eine Person ein, „die sich in unangebrachter Weise in politische Fragen einzumischen sucht“. Im November 1944 wurde Wiedemann daraufhin wegen Einmischung in die deutsche Ostpolitik und des Verdachts auf Sabotage für einige Tage von der Gestapo in Haft genommen. Meine forderte alle SS-Führer von denen er wusste, dass sie mit Wiedemann in Verbindung standen (darunter Gunter d’Alquen) dazu auf, ihre Beziehungen zu ihr zu lösen. Nach einem kurzen Aufenthalt in einem Konzentrationslager wurde Wiedemann durch Vermittlung politischer Freunde entlassen. Im Juli 1945 floh sie vor der heranrückenden russischen Armee von Berlin nach München und geriet dort in Untersuchungshaft durch US-Militärbehörden.

### Nachkriegszeit
Nach dem Zweiten Weltkrieg betätigte sich Wiedemann weiterhin als Publizistin und als Übersetzerin. Sie arbeitete ab 1948 beim Münchener Dom-Verlag. Von 1955 bis 1965 arbeitete sie als Sekretärin bei der Genossenschaft Deutscher Bühnen-Angehöriger im DGB. Sie schrieb unter anderen in den Gewerkschaftlichen Monatsheften.
Mit einer Briefaktion im März 1977 trat Wiedemann öffentlich in Erscheinung und engagierte sich damit im Rahmen einer Kontroverse um den Reichstagsbrand vom März 1933. Hierbei standen sich das sogenannte Luxemburger Komitee (das die Nationalsozialisten als die Verantwortlichen für den Brand des Reichstagsgebäudes im Februar 1933 betrachtete) und die Gruppe um den Verfassungsschützer Fritz Tobias (die eine Alleintäterschaft des Niederländers Marinus van der Lubbe als erwiesen ansah) gegenüber. Die Briefaktion beinhaltete zahlreiche Kopien eines an Walther Hofer adressierten „Offenen Briefes“ an verschiedene Zeitungsredaktionen und herausragende Persönlichkeiten des öffentlichen Lebens (darunter Willy Brandt). Fritz Tobias hatte gleichzeitig einen ähnlichlautenden Brief an den russischen Journalisten Lew Besymenski geschrieben.  Sie kritisierten darin Hofer, vor allem aber Edouard Calic. Sie hatten die „unverhüllte Absicht, Calic zu einer Klage gegen ihre Kritik“ zu veranlassen. Calic ging aber nicht darauf ein. Wiedemann hatte zuvor 1976 bei der Freien Universität und der Staatsanwaltschaft Berlin Anzeige mit dem Ziel der Aberkennung der Doktorwürde von Calic erstattet. Sie scheiterte jedoch mit ihrem Vorhaben.
Wiedemann engagierte sich auch gegen Atombedrohung und für mehr Umweltbewusstsein und betätigte sich ab 1979 politisch bei den Grünen.

## Publikationen (Auswahl)
Schriften:
- Die neuen hauswirtschaftlichen Berufe, 1928.
- Frau, Wirtschaft und Kultur, 1929.
- Die Sünde wider das Leben. Die Kunst entlarvt den Bolschewismus, in: Die Aktion vom Februar 1944, S. 97–105

Übersetzungen:
- Norman O. Brown: Zukunft im Zeichen des Eros, Pfullingen 1962.
- W.I. Samkowoj: Krieg und Koexistenz in sowjetischer Sicht, Pfullingen 1969.

Zeitschriftenaufsätze:
- Bloch und Teilhard de Chardin, in: Blätter für deutsche und internationale Politik, März 1961
- Zwanglose Gespräche. Gewerkschaftliche Monatshefte, 5/1964. (Interviews mit Arbeitern)
- Nagold und Auschwitz — Oder die Furcht vor der Wahrheit. Gewerkschaftliche Monatshefte, 6/1964.